# Rolf Lauer (Turner)
Rolf Lauer (* 11. September 1931 in Friedrichsthal; † 25. Mai 1986 in Völklingen) war ein deutscher Kunstturner, der für das Saarland antrat.

## Biografie
Rolf Lauer gehörte als einer von sechs Turnern der Delegation des Saarlandes bei den Olympischen Sommerspielen 1952 in Helsinki an. Lauer startete für den TV Bildstock.